# بطولة آسيا للتايكوندو 2002
بطولة آسيا للتايكوندو لعام 2002 (بالإنجليزية: 2002 Asian Taekwondo Championships)‏ هي النسخة الخامسة عشر من بطولة آسيا للتايكوندو، وأقيمت في عمان، الأردن من 26 أبريل إلى 28 أبريل 2002.
سيطرت كوريا الجنوبية على المنافسة وفازت باثنتي عشرة ميدالية ذهبية.

## ملخص الميداليات
| الفئة                   | ميدالية ذهبية                   | ميدالية فضية                 | ميدالية برونزية                                          |
| ----------------------- | ------------------------------- | ---------------------------- | -------------------------------------------------------- |
| وزن خفيف (تحت ال54)     | لي سانغ بيل · كوريا الجنوبية    | Nguyễn Duy Khương · فيتنام   | محمد الحامد · الأردن محمد بغيري معتمد · إيران            |
| وزن الذبابة (تحت ال58)  | كو سيوك هوا · كوريا الجنوبية    | محمد يعقوب · الأردن          | بهزاد خوداداد · إيران، ستاريو رهداني · إندونيسيا         |
| وزن البانتام (تحت ال62) | لي سوون تي · كوريا الجنوبية     | محمد رضا مهدي زاده · إيران   | Vũ Anh Tuấn · فيتنام، كيوتيرو هيغوشي · اليابان           |
| وزن الريشة (تحت ال67)   | جميل الخفش · الأردن             | سونغ يو تشي · تايبيه الصينية | كيم دونغ يون · كوريا الجنوبية، كارلو ماسيمينو · أستراليا |
| وزن خفيف (تحت ال72)     | سين يون سيك · كوريا الجنوبية    | هادي ساعي · إيران            | نجد المتوكل · اليمن، إياد الصيفي · الأردن                |
| فئة الويلتير (تحت ال78) | يوسف كرمي · إيران               | ميتسوشيغ اريتا · اليابان     | دونالد جيسلير · الفلبين، بيرتي كولينسون · أستراليا       |
| وزن متوسط (تحت ال84)    | بارك شيون ديوك · كوريا الجنوبية | دينو سيمباو · الفلبين        | علي تاجيك · إيران، ارمان شيلمانوف · كازاخستان            |
| وزن ثقيل (فوق ال84)     | لي سيوك هون · كوريا الجنوبية    | دانييل ترينتون · أستراليا    | عبد القادر الأدهمي · قطر، خالد الدوسري · السعودية        |

| الفئة                   | ميدالية ذهبية                 | ميدالية فضية                   | ميدالية برونزية                                           |
| ----------------------- | ----------------------------- | ------------------------------ | --------------------------------------------------------- |
| وزن خفيف (تحت ال47)     | كيم هيو مين · كوريا الجنوبية  | Nguyễn Thị Huyền Diệu · فيتنام | لي هوانغ · الصين، ماريا تسيريوتيس · أستراليا              |
| وزن الذبابة (تحت ال51)  | يانغ يون سوك · كوريا الجنوبية | جوانا وانغسا بوتري · إندونيسيا | دالين كورديرو · الفلبين، Nguyễn Thị Xuân Mai · فيتنام     |
| وزن البانتام (تحت ال55) | يونغ جاي يون · كوريا الجنوبية | كوزيت بصبوص · لبنان            | ميناكو هاتاكياما · اليابان، Chonnapas Premwaew ‏ · تايلاند |
| وزن الريشة (تحت ال59)   | تسينغ بي هوا · تايبيه الصينية | تينا مارتون · أستراليا         | وانغ شو · الصين، Lê Thị Nhung · فيتنام                    |
| فئة الويلتير (تحت ال67) | كيم هاي مي · كوريا الجنوبية   | فيرونيكا دومينغو · الفلبين     | زانغ ليي · الصين، لارا شديفات · الأردن                    |
| وزن متوسط (تحت ال72)    | شين زونغ · الصين              | فان شياو وين · تايبيه الصينية  | بارك يون هي · كوريا الجنوبية، مرغريتا بونيفاشيو · الفلبين |
| وزن ثقيل (فوق ال72)     | كوون جي هي · كوريا الجنوبية   | وانغ اي سين · تايبيه الصينية   | اريكا باريكو · أستراليا، رين رويهونغ · الصين              |

## موقع خارجي
- الموقع الرسمي للتايكوندو العالمي